# Hanna Mangan Lawrence
Pour les articles homonymes, voir Mangan.
Hanna Mangan-Lawrence (née le 5 mars 1991 à Wollongong, Nouvelle-Galles du Sud) est une actrice australienne, plus connue pour son rôle de Holly dans la série australienne Bed of Roses, et à l'international pour son rôle de Seppia dans Spartacus : Vengeance.

## Filmographie

### Films
| Année | Titre                             | Rôle      |
| ----- | --------------------------------- | --------- |
| 2006  | Sexy Thing                        | Georgie   |
| 2008  | Acolytes                          | Chasely   |
| 2008  | The Square                        | Lily      |
| 2009  | Lucky Country                     | Sarah     |
| 2011  | X : Night of Vengeance            | Shay Ryan |
| 2012  | Thirst                            | Kit       |
| 2014  | Hors de portée (Beyond The Reach) | Laina     |
| 2016  | Red Dog: True Blue                |           |

### Séries
| Année       | Titre                   | Rôle           | Notes       |
| ----------- | ----------------------- | -------------- | ----------- |
| 2008 - 2011 | Bed of Rose             | Holly Atherton | 26 épisodes |
| 2009        | Rescue : Unité Spéciale | Tamsyn Taylor  |             |
| 2012        | Spartacus : Vengeance   | Seppia         | 9 épisodes  |
| 2016        | Containment             | Teresa         | 13 épisodes |

## Vie privée
De 2015 à Novembre 2016, Hanna a été en couple avec Chris Wood, son partenaire dans Containment.[réf. nécessaire]